# Eulalia (1883)
El Eulalia fue un cañonero de la Armada Española de la clase Pilar. El buque fue botado en 1882 y completado y entregado a la Armada Española al año siguiente, siendo dado de baja en 1900, a tiempo de participar en la guerra hispano-estadounidense en tareas secundarias de reconocimiento. El Eulalia formó parte de la primera serie de cañoneros construidos en España provistos de cascos forrados con acero, siendo el primero el cañonero Pilar, botado en 1881 y líder de su clase. Debe su epónimo a Eulalia de Borbón (1864-1958), infanta de España e hija menor de la reina Isabel II.

## Historial
La prueba oficial del nuevo cañonero aconteció en 1883 en el Río Guadalquivir, siendo presidido por la reina Isabel II y entregado previamente a la Armada en Sevilla.
Ese mismo año se incorporó al servicio como guardacostas. Sirvió en el litoral español donde realizó su actividad habitual de ejercicios sin hechos de relevancia. En 1885 el buque se puso bajo el mando del Teniente de Navío de 1ª clase Antonio Armero. En 1895, con ocasión de su condición de guardamarina, prestó servicio en el buque el que llegaría a ser el almirante Manuel Ruiz de Atauri. En 1886 pasó destinado al Golfo de Guinea, permaneciendo en África hasta el año siguiente. En 1891 quedó encuadrado en el servicio de guardacostas en el puerto de Alicante. En julio de 1897 quedó destinado, dando el relevo al cañonero Marqués de Molins, en el apostadero naval del Risco de la Concepción en Santa Cruz de la Palma, situación en la que estuvo hasta noviembre de ese mismo año. Durante la guerra contra Estados Unidos, fue destacado a unas ocho millas al norte de Santa Cruz de Tenerife, para alertar de la presencia de buques enemigos. Fue retirado del servicio activo en la Armada como cañonero el 17 de julio de 1900, siendo transformado en aljibe flotante para servicio en el Arsenal de La Carraca (Cádiz), situación en la que estuvo hasta su baja definitiva el 15 de diciembre de 1945.
En 1900, por Decreto del 18 de mayo del Ministerio de Marina, se describió técnicamente la situación de los buques de la Armada hasta ese momento y se dieron de baja 25 unidades por considerarse ineficaces, entre ellos el Eulalia. Respecto al mismo buque señala:

Los torpederos Retamosa, Rigel, Ejército y Castor, y los cañoneros Eulalia, Pilar, Cóndor, Aguila, Cuervo y Tarifa, y las escampavías Concha, Gaditana, Pez, San Mateo, Mariana, Ardilla y Guinda, son estimados, por unánime opinión de los Jefes y personas peritas que conocen bien su estado, como absolutamente inútiles.